# Puig Corner
El Puig Corner és una muntanya de 1.072 metres que es troba al municipi de la Quar, a la comarca catalana del Berguedà.